# Карлос Феліпе Бельтран
Ка́рлос Фелі́пе Бельтра́н (ісп. Carlos Felipe Beltrán; 1816, Окурі, Потосі, Болівія — 1898, Уруру (Оруру), Болівія) — болівійський священик, мовознавець і поет, писав іспанською та кечуа; видавець.

## З життєпису
Болівійський метис, народився в Окурі (департамент Потосі, Болівія) у 1816 році, під час передсмертних мук періоду намісництва.
Отримав хорошу освіту — початкову в рідному місті, потім переїхав у Оруро, де продовжив навчання. Уже в семінарії Сан-Крістобаль (Сукре) він закінчив студії права і теології, зрештою отримавши ступінь доктора теології. 
У 1845 році він був висвячений на священика і працював помічником парафіяльного священика в різних церквах єпархії Чукісака (колишня назва міста Сукре), місцевості з переважанням корінного населення, причому з крайнім рівнем відсталості. 
Через 9 років, у 1854 році, К. Ф. Бельтран досяг посади парафіяльного священика, яку обіймав до самої смерті в різних місцях цього ж регіону. 
Місно співпрацював з античилійським урядом Іларіона Даси (1840-1894) як член Установчих зборів і заступник депутата від своєї провінції.
У 1872 році Карлос Феліпе Бельтран спеціально придбав типографію у США з відкарбованими шрифтами для публікації своїх досліджень про мови кечуа та аймара.
Помер 1898 року в Оруро (нині Уруру).

## З доробку
Карлос Феліпе Бельтран є автором віршів як іспанською, так і кечуа мовою. Кечуанська поезія Бельтрана відмінна від народної, носить явні ознаки індивідуального стилю.
Окрім поетичних творів про важке становище корінних народів Болівії, Бельтран залишив по собі велику кількість досліджень їхніх мов: кечуа та аймара.